# Pimpinella yangtzensis
Pimpinella yangtzensis är en flockblommig växtart som beskrevs av Minosuke Hiroe. Pimpinella yangtzensis ingår i släktet bockrötter, och familjen flockblommiga växter. Inga underarter finns listade i Catalogue of Life.